# Mkataleni
Mkataleni è una circoscrizione mista (mixed ward) della Tanzania situata nel distretto di Kaskazini B, regione di Zanzibar Nord. Conta una popolazione di 4 869 abitanti (censimento 2012).